# 粥厂
粥廠，中國明清兩代及民國時為災民分發大米粥或其他糧食粥的中心。
在中國南方，開設粥廠是地方士紳的職責之一，以紓緩當地饑餓的狀況，是儒家或佛家慈善觀中的最大善舉。在清代北京，官方每年冬季開設粥廠以救荒，朝廷也鼓勵省會和其他地區倣效北京。通常粥廠開設在城市而非農村，在救濟中所起作用是有限的。然而實際上，粥廠比直接分配救濟物質更易於管理，在救荒中起重要作用。例如在1743—1744年直隸的饑荒，粥廠供養的人口達94.4萬。粥廠一般每日開放一次，每人糧食的供給有定量，兒童所得為成人之半，大概1石米能供給200多人食用。也有官員認為，開設粥廠不如給予饑民定量的口糧。開設粥廠可能會引發暴動，而給予口糧可以節省運輸成本，使災民不必每日往返，男子可以每五天去領取一次口糧，而婦女則不必出戶拋頭露面。:305-306、320